# Kamehameha III delle Hawaii
Kamehameha III, nato come Keaweaweʻula Kīwalaʻō Kauikeaouli Kaleiopapa (Keauhou Bay, 11 agosto 1813 – Honolulu, 15 dicembre 1854), fu il terzo re delle Hawaii dal 1825 al 1854. Durante il suo governo, il regno delle Hawaii si è evoluto da una monarchia assoluta a una monarchia costituzionale cristiana di stampo occidentale mediante la firma delle costituzioni del 1840 e del 1852 mantenendo però intatte le tradizioni ancestrali hawaiane. Fu il re più longevo della storia delle isole Hawaii, regnando per 29 anni e per quanto nei primi anni fu sottoposto alla reggenza delle regine Kaʻahumanu e Kaʻahumanu II.

## Biografia

### I primi anni

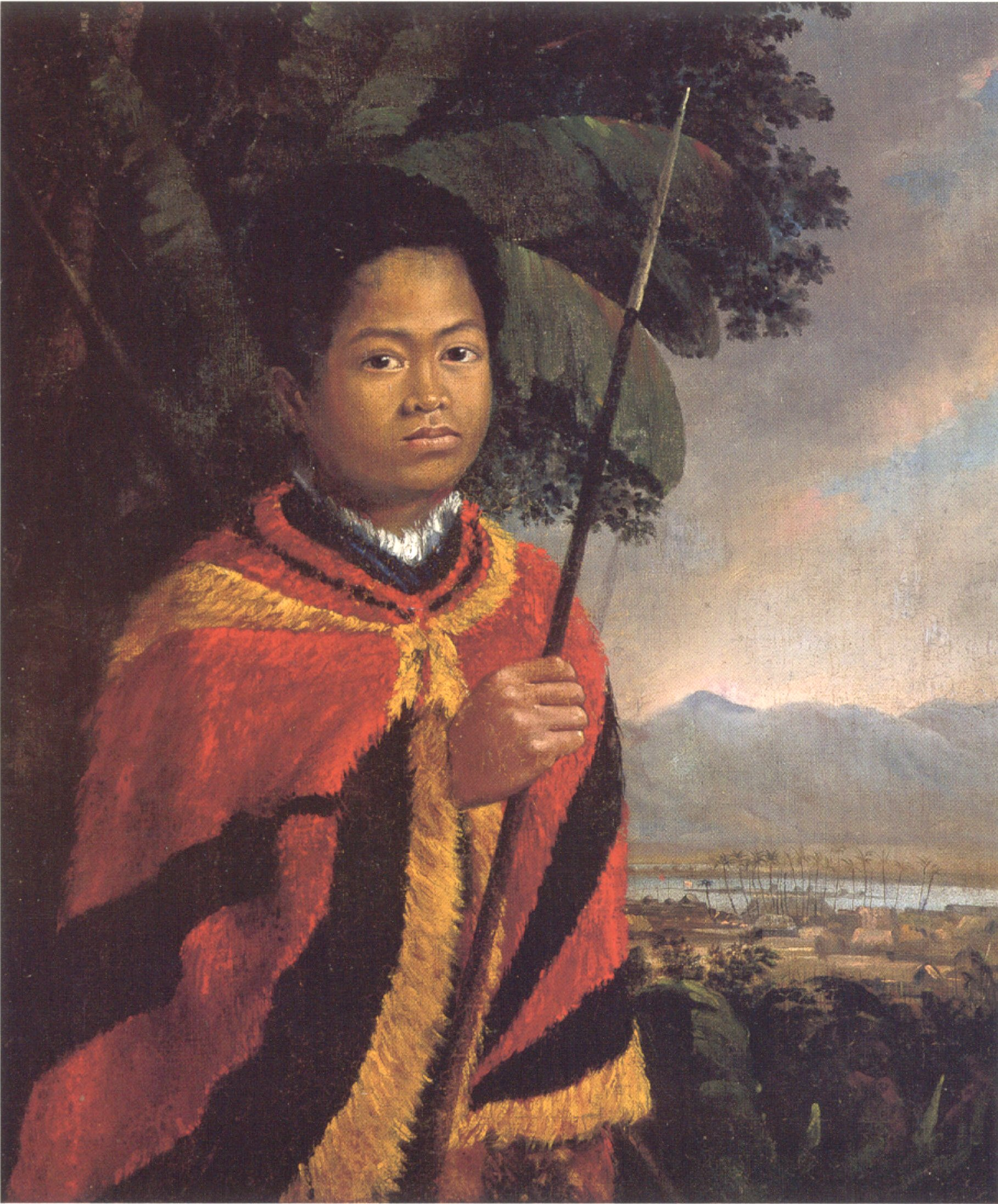
Kauikeauli, il futuro Kamehamenea III bambino, dipinto di Robert Dampier, 1825, Honolulu Museum of Art

Kauikeaouli nacque a Keauhou Bay, Kona district, sull'Isola di Hawaii, la più grande dell'arcipelago, dal re Kamehameha I, di cui era il secondogenito, e dalla sua moglie più importante, la principessa Keōpūolani dell'Isola di Hawaii.
La data esatta non è nota ma è generalmente accettata quella dell'11 agosto 1813
Di alto lignaggio era, tuttavia, più giovane di 16 anni rispetto al fratello Liholiho, che sarebbe asceso al trono con il nome di Kamehameha II nel 1819.
L'infanzia di Kauikeaouli fu travagliata dallo scontro tra gli orientamenti cristiani puritani imposti dalla reggente, la matrigna Kaʻahumanu ed il desiderio di molti di onorare le antiche tradizioni.
In un primo momento, sotto l'influenza del governatore (Boki) di Oahu, che possedeva un negozio di liquori, e di un giovane hawaiano-tahitiano chiamato Kaomi, Kauikeaouli, indulse nel piacere dell'alcol, creando l'ordine segreto di Hulumanu (Piuma) il cui scopo era mantenere le tradizioni patrie.
In seguito, divenuto sovrano, tali atteggiamenti nazionalisti furono alquanto ridimensionati fino a permettere, nel 1835, le attività missionarie che l'ordine di Hulumanu aveva tentato di bandire.

### Il regno

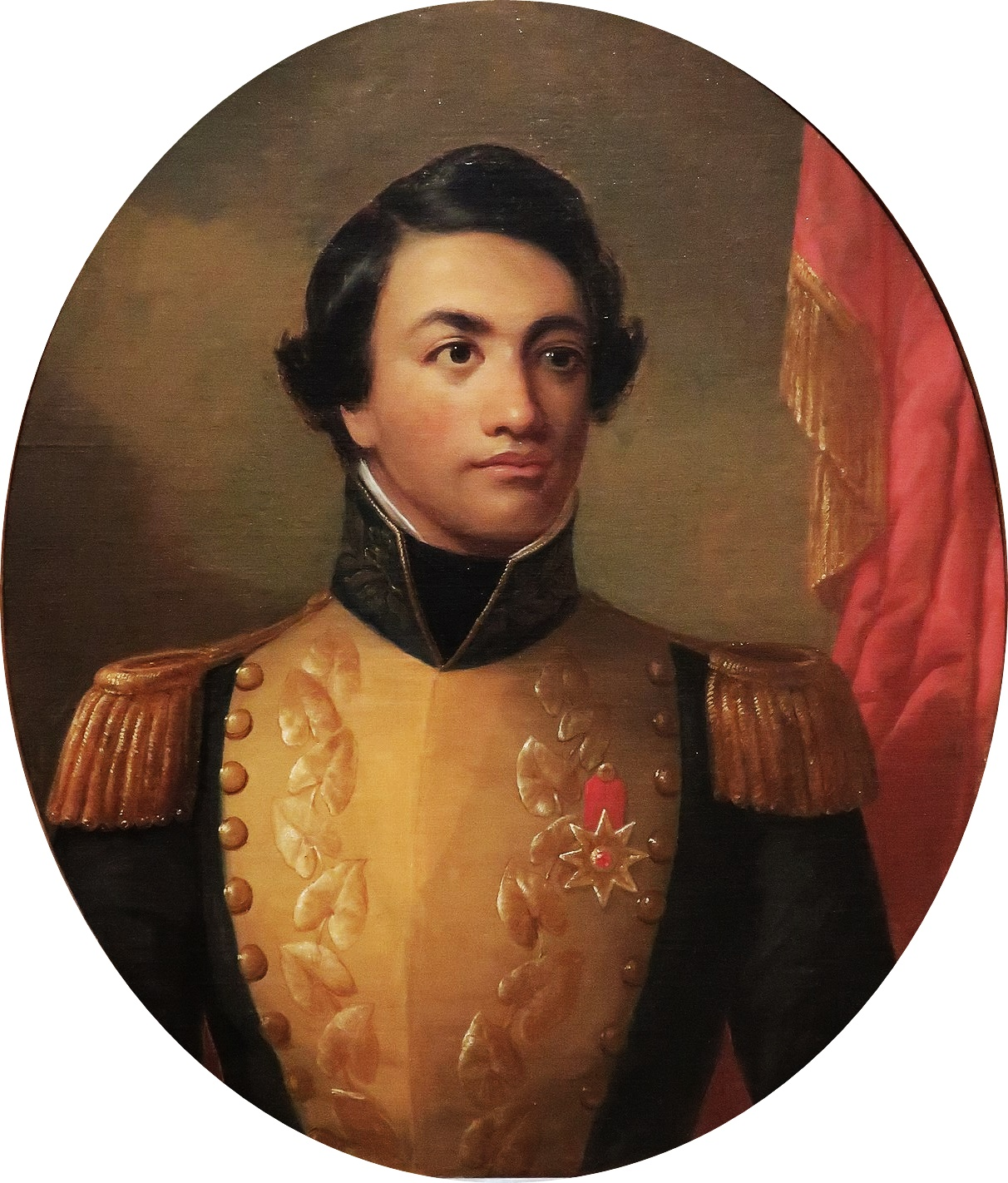
Ritratto giovanile di Kamehameha III

Kauikeaouli aveva circa 11 anni quando salì al trono il 6 giugno 1825, 11 mesi dopo la morte di Liholiho, avvenuta durante un viaggio a Londra e data la sua tenera età fino al 1832 il regno fu governato dalla matrigna, la severa e rigida regina Kaokina ahumanu; quand'ella morì fu sostituita per un anno dalla sorellastra Kauikeaouli, che ha preso il titolo di Kaʻahumanu II.
Il periodo di reggenza si concluse formalmente il 15 marzo 1833 ma Kaahumanu II conservò gran parte dei propri poteri fino alla morte, quando Kauikeaouli aveva ormai 25 anni.
All'ascesa al trono di Kauikeaouli col nome di Kamehameha III, la popolazione autoctona contava meno di 200.000 abitanti, un terzo rispetto all'arrivo di James Cook nel 1778.

### Matrimonio e figli

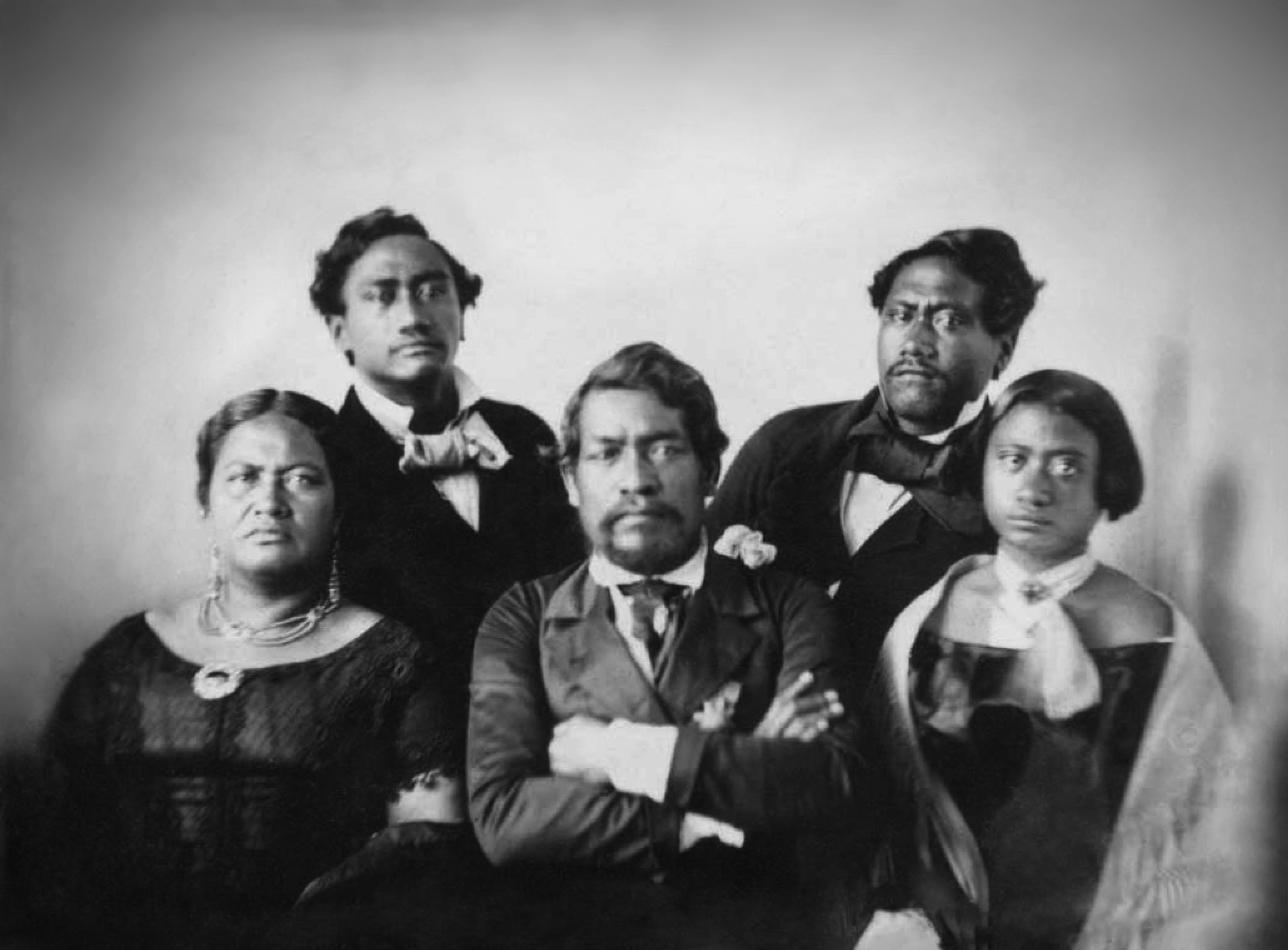
Kamehameha III e la moglie, la regina Kalama posano insieme ai nipoti

Prima preoccupazione del nuovo sovrano fu quella di trovare una sposa in modo da preservare la dinastia.
Secondo le consuetudini locali, le classi superiori tendevano a praticare matrimoni endogamici in modo da preservare la purezza delle linee di sangue.
Liholiho (Kamehameha II) e la sua regina Kāmamalu erano fratellastri e lo stesso Kamehamea III avrebbe desiderato la sorella Nahienaena come consorte ma i missionari si opposero.
Dopo il fallimento dell'ipotesi del matrimonio con Kamanele, la figlia del governatore John Adams Kuakini per via della di lei prematura morte nel 1834, Kamehameha III ripiegò su Kalama Hakaleleponi Kapakuhaili, di non nobili natali.
Il matrimonio fu celebrato il 14 febbraio 1837 con una messa cristiana. Kalama ebbe due figli maschi, entrambi con il nome di Keaweaweulaokalani e morti in tenera età.
Inoltre il re, dalla sua amante Jane Lahilahi, una figlia di John Young, consigliere di Kamehameha I, ebbe due figli gemelli illegittimi: Keōua, morto giovane, e Albert Kunuiakea, che visse fino all'età adulta (1853-1902).

### Il governo personale
Nel 1838, il suo consigliere anziano Hoapili, convinse l'ex missionario William Richards a dimettersi dalla chiesa per diventare consigliere del sovrano e della sua corte sulle idee occidentali in materia di diritto ed economia che sarebbero sfociate, l'anno seguente, nella promulgazione di una dichiarazione dei diritti fondamentali.

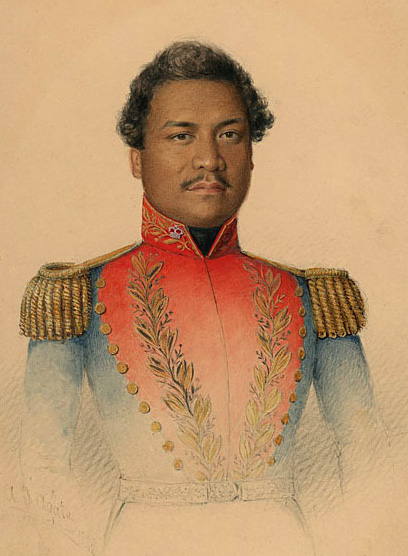
Kamehamea III in uniforme, ritratto di Alfred Thomas Agate eseguito durante la spedizione di Charles Wilkes, 1838–1842

Nonostante la dichiarazione dei diritti fondamentali permaneva una certa ostilità nei confronti del cattolicesimo che fu legalizzato con L'Editto di tolleranza solo nel 1839 a seguito di un ultimatum francese.
All'editto di tolleranza seguì, pochi mesi dopo, la promulgazione di un codice statutario, la costituzione del 1840 ed il trasferimento della capitale da Lahaina a Honolulu.
Nel settembre 1840 l'esploratore statunitense Charles Wilkes visitò le Hawaii nel tentativo di scalare il vulcano Mauna Loa. Kamehameha III sostenne gli esploratori e nominò come traduttore il medico-missionario Gerrit P. Judd; la spedizione partì nel marzo del 1841.
Dopo due anni di pace scoppiò l'affaire Paulet: nel febbraio di quell'anno, infatti, il capitano britannico Lord George Paulet tentò di costringere Kamehameha III a cedere il regno in favore della corona inglese ma il sovrano rifiutò, allertò Londra e, dopo 5 mesi, l'ammiraglio britannico Richard Darton Thomas rigettò l'azione di Paulet e restaurò la monarchia il 31 luglio.
A seguito di ciò il 31 luglio divenne festa nazionale del regno e le parole che il re pronunciò Ua Mau ke Ea o ka ʻĀina i ka Pono divennero il motto del regno
La questione fu definitivamente risolta quando, il 28 novembre dell'anno, la Gran Bretagna e la Francia riconobbero l'indipendenza del regno; anche tale ricorrenza divenne ben presto la festa nazionale dell'indipendenza.

### Cambiamenti costituzionali e sociali
Con la costituzione del 1840 fu istituito un governo responsabile verso il sovrano e verso un parlamento bicamerale dove i membri della camera alta venivano nominati dal sovrano (che ne era, in un primo tempo, il presidente) tra i capi e l'aristocrazia locale e una camera bassa eletta direttamente con suffragio popolare.
Il potere esecutivo, invece, veniva esercitato congiuntamente dal monarca, coadiuvato dal consiglio privato, e da un governo composto da 5 ministeri: Finanze (Jerry P. Jude), Giustizia o Procuratore generale (John Ricord), Affari esteri (Robert Crichton Wyllie), Affari interni (Keoni Ana), Pubblica Istruzione (William Richards). Il sovrano presiedeva il consiglio dei ministri.
Con la costituzione fu istituito un sistema giudiziario regolare caratterizzato dalla presenza di una procura indicata a dirimere le controversie tra stranieri o tra locali e stranieri e da una Corte suprema organizzata secondo il modello americano, il cui primo presidente fu William Poco Lee.
Il 10 febbraio del 1846 fu istituita una commissione allo scopo di attuare un'equa divisione delle terre comuni (il Grande Mahele del 1848) tra il sovrano, la aristocrazia e la popolazione comune.
Agli stranieri fu permesso di partecipare alla divisione dietro il pagamento di una congrua tassa.
Tale progetto, sebbene ispirato dalle migliori intenzioni, fu un parziale insuccesso dal momento che molti cittadini non poterono essere informati in tempo e rimasero con terre insufficienti e d'altro canto non impedì ulteriori conflitti con gli occidentali
Infatti, nel 1849 l'ammiraglio Louis Tromelin, a seguito di conflitti tra il governo e residenti francesi, impose al sovrano un ultimatum e, a seguito del rifiuto del re, saccheggiò la capitale facendo oltre 100.000 $ di danni.
L'invasione indusse il sovrano ad inviare all'estero il ministro delle finanze Judd insieme all'erede al trono, il principe Alexander Liholiho ma il viaggio non ebbe alcun successo se non la stipulazione di un nuovo trattato commerciale con gli Stati Uniti.
Nel 1852, il sovrano emanò una nuova costituzione con la quale fu garantita l'unificazione del sistema giudiziario e conseguente abolizione delle corti per stranieri, la formalizzazione della legge elettorale e fu rafforzato il ruolo della camera dei rappresentanti.

### Ultimi anni
Kamehameha III morì il 15 dicembre 1854 e fu seppellito nel Mausoleo reale delle Hawaii da lui fatto costruire; gli successe suo nipote e figlio adottivo Alexander Liholiho, che è stato designato come re Kamehameha IV il quale, all'ascesa al trono, ricordò così il predecessore:

## Albero genealogico
|                                                      |                                      |                                                            | Genitori                                             |  |  | Nonni |  |  | Bisnonni                                       |  |  | Trisnonni                                          |  |
|                                                      |                                      |                                                            |                                                      |  |  |       |  |  | Principe Keʻeaumoku Nui dell'Isola di Hawaii * |  |  | Re Keaweikekahialiʻiokamoku dell'Isola di Hawaii * |  |
|                                                      |                                      |                                                            |                                                      |  |  |       |  |  | Principe Keʻeaumoku Nui dell'Isola di Hawaii * |  |  | Re Keaweikekahialiʻiokamoku dell'Isola di Hawaii * |  |
|                                                      |                                      | Principessa Kalanikauleleaiwi dell'Isola di Hawaii *       |                                                      |  |  |       |  |  | Principe Keʻeaumoku Nui dell'Isola di Hawaii * |  |  |                                                    |  |
| Aliʻi Nui Keōua Kalanikupuapaʻikalaninui di Kohala * |                                      |                                                            |                                                      |  |  |       |  |  | Principe Keʻeaumoku Nui dell'Isola di Hawaii * |  |  |                                                    |  |
|                                                      |                                      | Aliʻi Nui Kamakaʻimoku di Oʻahu *                          | Aliʻi Nui Jefe Ku-a-Nuʻuanau di Oʻahu                |  |  |       |  |  |                                                |  |  |                                                    |  |
|                                                      |                                      | Aliʻi Nui Kamakaʻimoku di Oʻahu *                          | Aliʻi Nui Jefe Ku-a-Nuʻuanau di Oʻahu                |  |  |       |  |  |                                                |  |  |                                                    |  |
|                                                      |                                      | Aliʻi Nui Kamakaʻimoku di Oʻahu *                          | Aliʻi Nui Umiula-a-Kaʻahumanu di Kohala              |  |  |       |  |  |                                                |  |  |                                                    |  |
| Re Kamehameha I delle Hawaii                         |                                      | Aliʻi Nui Kamakaʻimoku di Oʻahu *                          |                                                      |  |  |       |  |  |                                                |  |  |                                                    |  |
|                                                      |                                      | Aliʻi Nui Haʻae-a-Mahi di Kohala                           | Aliʻi Nui Kauaua-a-Mahi di Kohala                    |  |  |       |  |  |                                                |  |  |                                                    |  |
|                                                      |                                      | Aliʻi Nui Haʻae-a-Mahi di Kohala                           | Aliʻi Nui Kauaua-a-Mahi di Kohala                    |  |  |       |  |  |                                                |  |  |                                                    |  |
|                                                      |                                      | Aliʻi Nui Haʻae-a-Mahi di Kohala                           | Principessa Kalanikauleleaiwi dell'Isola di Hawaii * |  |  |       |  |  |                                                |  |  |                                                    |  |
| Aliʻi Nui Kekuʻiapoiwa II di Kailua-Kona             |                                      | Aliʻi Nui Haʻae-a-Mahi di Kohala                           |                                                      |  |  |       |  |  |                                                |  |  |                                                    |  |
|                                                      |                                      | Principessa Kekelakekeokalani-a-Keawe dell'Isola di Hawaii | Re Keaweikekahialiʻiokamoku dell'Isola di Hawaii *   |  |  |       |  |  |                                                |  |  |                                                    |  |
|                                                      |                                      | Principessa Kekelakekeokalani-a-Keawe dell'Isola di Hawaii | Re Keaweikekahialiʻiokamoku dell'Isola di Hawaii *   |  |  |       |  |  |                                                |  |  |                                                    |  |
|                                                      |                                      | Principessa Kekelakekeokalani-a-Keawe dell'Isola di Hawaii | Principessa Kalanikauleleaiwi dell'Isola di Hawaii * |  |  |       |  |  |                                                |  |  |                                                    |  |
| Kamehameha III delle Hawaii                          |                                      | Principessa Kekelakekeokalani-a-Keawe dell'Isola di Hawaii |                                                      |  |  |       |  |  |                                                |  |  |                                                    |  |
|                                                      | Re Kalaniʻōpuʻu dell'Isola di Hawaii | Principe Kalaninuiamamao dell'Isola di Hawaii              |                                                      |  |  |       |  |  |                                                |  |  |                                                    |  |
|                                                      | Re Kalaniʻōpuʻu dell'Isola di Hawaii | Principe Kalaninuiamamao dell'Isola di Hawaii              |                                                      |  |  |       |  |  |                                                |  |  |                                                    |  |
|                                                      | Re Kalaniʻōpuʻu dell'Isola di Hawaii | Aliʻi Nui Kamakaʻimoku di Oʻahu                            |                                                      |  |  |       |  |  |                                                |  |  |                                                    |  |
| Re Kīwalaʻō dell'Isola di Hawaii                     | Re Kalaniʻōpuʻu dell'Isola di Hawaii |                                                            |                                                      |  |  |       |  |  |                                                |  |  |                                                    |  |
|                                                      |                                      | Principessa Kalola Pupuka-o-Honokawailani di Maui *        | Re Kekaulike di Maui *                               |  |  |       |  |  |                                                |  |  |                                                    |  |
|                                                      |                                      | Principessa Kalola Pupuka-o-Honokawailani di Maui *        | Re Kekaulike di Maui *                               |  |  |       |  |  |                                                |  |  |                                                    |  |
|                                                      |                                      | Principessa Kalola Pupuka-o-Honokawailani di Maui *        | Principessa Kekuʻiapoiwa di Maui *                   |  |  |       |  |  |                                                |  |  |                                                    |  |
| Principessa Keōpūolani dell'Isola di Hawaii          |                                      | Principessa Kalola Pupuka-o-Honokawailani di Maui *        |                                                      |  |  |       |  |  |                                                |  |  |                                                    |  |
|                                                      |                                      | Aliʻi Nui Keōua Kalanikupuapaʻikalaninui di Kohala *       | Principe Keʻeaumoku Nui dell'Isola di Hawaii *       |  |  |       |  |  |                                                |  |  |                                                    |  |
|                                                      |                                      | Aliʻi Nui Keōua Kalanikupuapaʻikalaninui di Kohala *       | Principe Keʻeaumoku Nui dell'Isola di Hawaii *       |  |  |       |  |  |                                                |  |  |                                                    |  |
|                                                      |                                      | Aliʻi Nui Keōua Kalanikupuapaʻikalaninui di Kohala *       | Aliʻi Nui Kamakaʻimoku di Oʻahu *                    |  |  |       |  |  |                                                |  |  |                                                    |  |
| Aliʻi Nui Kekuʻiapoiwa Liliha dell'Isola di Hawaii   |                                      | Aliʻi Nui Keōua Kalanikupuapaʻikalaninui di Kohala *       |                                                      |  |  |       |  |  |                                                |  |  |                                                    |  |
|                                                      |                                      | Principessa Kalola Pupuka-o-Honokawailani di Maui *        | Re Kekaulike di Maui *                               |  |  |       |  |  |                                                |  |  |                                                    |  |
|                                                      |                                      | Principessa Kalola Pupuka-o-Honokawailani di Maui *        | Re Kekaulike di Maui *                               |  |  |       |  |  |                                                |  |  |                                                    |  |
|                                                      |                                      | Principessa Kalola Pupuka-o-Honokawailani di Maui *        | Principessa Kekuʻiapoiwa di Maui *                   |  |  |       |  |  |                                                |  |  |                                                    |  |
|                                                      |                                      | Principessa Kalola Pupuka-o-Honokawailani di Maui *        |                                                      |  |  |       |  |  |                                                |  |  |                                                    |  |